# David Mota
David Rafael Mota (El Tigre, Venezuela, 16 de febrero de 1942 - Maracay, Venezuela, 1 de febrero de 2015) fue un futbolista venezolano, que durante su carrera futbolística jugó como defensa lateral.

## Carrera

### Clubes
Mota ingresó a la plantilla del Deportivo Galicia con ocasión de la temporada 1964 de la Primera División, y defendería los colores del combinado por más de una década. Su estreno en el torneo coincidió con el primer título del equipo, y también jugó para sus filas en la obtención de todos los campeonatos que tuvo el equipo, conseguidos en las temporadas de 1969, 1970 y 1974. Con el Galicia, Mota también contribuyó a la victoria del equipo en tres ediciones de la Copa Venezuela, en 1966, 1967 y 1969. 
Participó con el mismo equipo en varias ediciones de la Copa Libertadores: en 1965, 1967, 1968, 1970, 1971, 1975 y 1976.

### Selección nacional
Mota fue uno de los muchos futbolistas que debutaron con la selección venezolana de fútbol con el inicio de las eliminatorias sudamericanas para la Copa Mundial de 1966, disputando todos los compromisos del certamen. Igualmente, fue convocado para la plantilla oficial en el Campeonato Sudamericano 1967, la primera del país en el torneo continental.
De manera subsiguiente, también formó parte del equipo que acompañó a la selección de cara a la clasificación de Conmebol para la Copa Mundial de 1970. Al término de esta campaña concluyó sus actuaciones con el combinado, llegando a 14 encuentros disputados con la «Vinotinto».
Mota falleció en Maracay el 1 de febrero de 2015, a los 72 años de edad.

### Campeonatos nacionales
| Título                        | Club              | País      | Año  |
| ----------------------------- | ----------------- | --------- | ---- |
| Primera División de Venezuela | Deportivo Galicia | Venezuela | 1964 |
| Copa Venezuela                | Deportivo Galicia | Venezuela | 1966 |
| Copa Venezuela                | Deportivo Galicia | Venezuela | 1967 |
| Primera División de Venezuela | Deportivo Galicia | Venezuela | 1969 |
| Copa Venezuela                | Deportivo Galicia | Venezuela | 1969 |
| Primera División de Venezuela | Deportivo Galicia | Venezuela | 1970 |
| Primera División de Venezuela | Deportivo Galicia | Venezuela | 1974 |